# 潘貴人
潘氏（5世纪?—470年代），中國北魏時期皇族女性，為獻文帝貴人，彭城王元勰的母亲，出自长乐潘氏。
潘氏產下元勰不久後就死了，不到一年献文帝也被杀。元勰懂事後深感自责，請求追服守孝，文明太后不許。元勰只好獨自守哀，三年不参加節慶。
魏孝文帝遷都後，元勰作詩獻於兄長孝文帝曰：“問松林，松林經幾冬？山川何如昔，風雲與古同。”孝文帝大笑曰：“汝此詩亦調責吾爾。”遂下詔曰：“弟勰所生母潘早齡謝世，顯號未加。勰禍與身具，痛隨形起，今因其展思，有足悲矜。可贈彭城國太妃，以慰存亡。”潘氏由是才得到彭城太妃的追赠。侄子元恪即位後，元勰又言於朝廷，荐舅舅潘僧固为冀州樂陵太守。
元愉谋反时，脅迫潘僧固與他同謀，元勰受到牽連，被元恪處死。

## 父祖
- 祖父：潘猛，官至青州治中、东莱、广川二郡太守。
- 父亲：潘弥，平原、乐安二郡太守。[1]